# Forțele Aeriene ale Republicii Socialiste Română
Le Forțele Aeriene ale Republicii Socialiste Românâ rappresentavano l'aeronautica militare della Repubblica Socialista di Romania dal 1965 al 1989 durante il regime comunista di Nicolae Ceaușescu.

## Storia

### Gli inizi
Dopo il Colpo di Stato in Romania del 1947 sostenuto dalle truppe occupanti sovietiche, nel gennaio 1948 la Forțele Aeriene Regale ale României cambiò denominazione in Forțele Aeriene ale Republicii Populare Română.
Cambiò ancora denominazione nel 1965, sostituendo la parola "Populare" con "Socialiste". Allora contava 8000 piloti e 100 aeromobili, dopo investimento di Ceausescu del 1965 nell'aeronautica militare di svariati miliardi di lei, contava 15.000 piloti e più di 300 aeromobili di costruzione Sovietica e Rumena. Nel 1970 Ceausescu ordino 2 Boeing 707, 1 ilyushin II–62, 2 Antonov An–24, 2 IIyushin II–18, 2 IAR 316 Aloette, 2 Mil MI–8 e 2 Airbus Helicopters AS365 Dauphin per il trasporto presidenziale, tenuti dentro gli hangar della Flotila 1900 trasporti presidenziali il comandante di questa base era General Major George Christian, che pilotava i B707 e gli II–62 di Ceausescu, in questa base si svolgeva il servizio militare Aeronautico. Nel 1970 Ceausescu fece svariati ordini di: Mikoyan–Gurevich MiG–29, Mikoyan–Gurevich MiG–23, Mikoyan–Gurevich MiG–21, Mikoyan–Gurevich MiG–15, Antonov An–24, Antonov An–26 Antonov An–30, fece costruire l'IAR–93, IAR 99, Yakovlev Yak–52, IAR 316 e IAR 330 per l'aeronautica militare socialista rumena. Nel 1975 l'aeronautica militare socialista rumena diventò una tra le più forzi aviazioni militari del mondo e aveva comandi militari aeronautici presso: Bucharest, Bacau, Cluj–Napoca, Timisuoara, Campia Turzii, fetesti, Costanza, Buzau, Brasov e Ghimbav. Nel 1975 l'aeronautica militare socialista contava 15.000 piloti, 5000 tecnici aeronautici, 7 basi aeronautiche militari e 5 hangar per riparazione degli aeromobili. Furono create le prime "ESCADRILA" cioè un gruppo di 17 aeromobili identici militari che in volo si alzano insieme.c

## Struttura e basi aeree
- Flotila 71 Aeriană - Câmpia Turzii „General Emanoil Ionescu
  - Escadrila 711 Aviație Vânătoare -MiG-29, MiG-23, MiG-21, MiG-15
  - Escadrilele 713 și 714 Elicoptere - IAR 330, IAR-316
- Flotila 86 Aeriană - Fetești
  - Escadrilele 861 Aviație Vânătoare - MiG-29, MiG-23, MiG-21, MiG-15
  - Escadrila 862 Elicoptere - IAR 330, IAR 316
- Flotila 90 Transport Aerian - București - Otopeni „comandor aviator Gheorghe Bănciulescu”
  - Escadrila 901 Transport Aerian Tactic - Antonov An-30
  - 902 Transport Aerian și Recunoaștere - Antonov An-26, Antonov An-24
  - Escadrila 903 Elicoptere de Transport - IAR 330;
  - Escadrila 904 Elicoptere de Atac - IAR 316
  - Escadrila 905 Elicoptere de Atac - IAR 330
- Flotila 95 Aeriană - Bacău „Erou căpitan aviator Alexandru Șerbănescu”
  - Escadrila 951 Aviație Vǎnǎtoare- MiG-21, MiG-29,
  - Escadrila 952 Elicoptere - IAR 316, IAR 330

• Flotila 1900 Transport Aerian Presidenzial - București - Otopeni "General Major George Christian"
• Antonov An-24
•Antonov An-26
•IIyushin II-18
• Boeing 707
•Ilyushin Il-62
•IAR 316 Aloette
• MiI Mi-8
•Helicopters AS365 Dauphin
• Scuola di volo "Traian Vuia"
•IAR 93 • Yakovlev Yak-52
•IAR 99
• Scuola di volo "Henry Coandra"
• IAR 99
• IAR 316
• Scuola di volo " Constantin Boboc"
• utilizzati tutti tipi di aerei e elicotteri, in base a come servivano per addestramento dei piloti

## Aeromobili in uso dal 1965 al 1989
| Aeromobile                | Origine         | Tipo                                                    | Versione (denominazione locale) | In servizio (1965-1989) | Note | Immagine |
| Aerei da combattimento    |                 |                                                         |                                 |                         | |          |
| Mikoyan-Guverich MiG-29   | URSS            | caccia multiruolo                                       | MiG-29                          | 18                      | 18 aeromobili Multiruolo, utilizzati per pattugliamenti e per scortare gli aerei presidenziali, ne erano previsti 300 |          |
| Mikoyan-Gurevich MiG-23   | URSS            | Caccia intercettore e da combattimento                  | MiG-23                          | 46                      | |          |
| Mikoyan-Gurevich MiG-21   | URSS            | Caccia intercettore e da combattimento                  | MiG-21                          | 400                     | |          |
| Mikoyan-Guverich MiG-15   | URSS            | Aereo da caccia                                         | MiG-15                          | 30                      | |          |
| Ilyushin II-28            | URSS            | Bombardiere                                             | II-28                           | 20                      | |          |
| Aerei da addestramento    |                 |                                                         |                                 |                         | |          |
| IAR 93                    | Romania         | IAR 93A IAR 93MB IAR 93B                                | IAR 93                          | 88                      | Utilizzato per addestramento dei piloti, ma anche per lottare                                                         |          |
| IAR 99                    | Romania         | Aereo da Adestramento Aereo da lotta                    | IAR 99                          | 30                      | Utilizzato per l'addestramento dei piloti e anche usato per lottare                                                   |          |
| Yakovlev Yak-52           | RomaniaURSS     | Aereo da Adestramento Basico                            | Yak-52                          | 40                      | utilizzati per l'addestramento                                                                                        |          |
| Aero L-29 Delfin          | Repubblica Ceca | Aereo da adestramento                                   | L-29                            | 52                      | utilizzati per l'addestramento                                                                                        |          |
| Aero L-39 Albatros        | Repubblica Ceca | Aereo da adestramento                                   | L-39                            | 32                      | utilizzati per l'addestramento                                                                                        |          |
| Aerei da trasporto        |                 |                                                         |                                 |                         | |          |
| Boeing 707                | Stati Uniti     | Aereo da trasporto Presidenziale                        | B 707                           | 2                       | Utilizzati per il trasporto di Ceausescu                                                                              |          |
| IIyushin II-62            | URSS            | Aereo da trasporto Presidenziale                        | Il-62                           | 1                       | Utilizzato per il trasporto di Ceausescu                                                                              |          |
| Antonov An-24             | URSS            | Aereo da trasporto Presidenziale                        | An-24                           | 2                       | Utilizzati per il trasporto di Ceausescu                                                                              |          |
| IIyushin II-18            | URSS            | Aereo da trasporto Presidenziale                        | Il-18                           | 2                       | Utilizzati per il trasporto di Ceausescu                                                                              |          |
| Antonov An-2              | URSS            | Aereo da trasporto paracadutisti                        | An-2                            | 100                     | utilizzati principalmente per i paracadutisti                                                                         |          |
| Antonov An-24             | URSS            | Aereo da trasporto merci e soldati                      | An-24                           | 30                      | Utilizzati per il trasporto di merci e soldati                                                                        |          |
| Antonov An-26             | URSS            | Aereo da trasporto tattico leggero                      | An-26                           | 30                      | Utilizzato per il trasporto di Armi                                                                                   |          |
| Antonov An-30             | URSS            | Aereo da paracadutismo e trasporto merci                | An-30                           | 30                      | Utilizzato per il paracadutismo e trasporto merci militari                                                            |          |
| Elicotteri                |                 |                                                         |                                 |                         | |          |
| IAR 316                   | Romania         | Elicottero da trasporto Presidenziale e trasporto merci | IAR 316                         | 70                      | 2 Elicotteri trasportavano Ceausescu nei suoi voli interni, gli altri 68 trasportavano soldati e merci                |          |
| IAR 330                   | Romania         | Elicottero d'Attacco                                    | IAR 330                         | 70                      | Elicotteri da attacco                                                                                                 |          |
| MiI Mi-8                  | URSS            | Elicottero da trasporto presidenziale                   | Mi-8                            | 2                       | Per i voli interni di Ceausescu                                                                                       |          |
| Mil Mi-2                  | URSS            | Elicottero d'Attacco                                    | Mi-2                            | 30                      | elicotteri d'attacco                                                                                                  |          |
| Helicopters AS365 Dauphin | Francia         | Elicottero da trasporto presidenziale                   | AS365 Dauphin                   | 2                       | Per i voli interni di Ceausescu                                                                                       |          |